# جک هیکی
جک هیکی (انگلیسی: Jack Hickey؛ ۴ ژانویه ۱۸۸۷ – ۱۵ مهٔ ۱۹۵۰) بازیکن راگبی ۱۳ نفره و بازیکن راگبی ۱۵ نفره اهل استرالیا بود.‌ او یکی از اولین بازیکنان بین‌المللی راگبی با کد دوگانه استرالیا بود . او در المپیک تابستانی ۱۹۰۸ در راگبی یونیون به رقابت پرداخت و به خاطر به ثمر رساندن اولین گل برای تیم ملی استرالیا در یک مسابقه آزمایشی لیگ راگبی مشهور است.